# Chusquea macrostachya
Chusquea macrostachya är en gräsart som beskrevs av Rodolfo Amando Philippi. Chusquea macrostachya ingår i släktet Chusquea och familjen gräs. Inga underarter finns listade i Catalogue of Life.